# 2021년 불가리아 버스 추락 사고
2021년 불가리아 버스 추락 사고는 2021년 11월 23일 현지 시간 오전 2시 불가리아 서부에서 북마케도니아 버스가 추락하여 화재가 발생한 사고이다. 사고는 소피아 남서쪽 보스네크 마을 근처의 스트루마 고속도로에서 발생했다. 버스에는 승객 50명과 운전기사 2명이 타고 있었다. 사고로 어린이 12명을 포함해 45명이 사망했다. 이 사고는 현재 불가리아 역사상 가장 치명적인 교통 사고이며, 지난 10년 동안 유럽에서 가장 치명적인 버스 사고로 불려왔다.